# Acanthurus pyroferus
El Acanthurus pyroferus es un pez cirujano, de la familia de los Acantúridos. Uno de sus nombres comunes en inglés es Mimic Surgeonfish, o cirujano imitador, debido a que sus juveniles mimetizan con tres especies de pez ángel enano: Centropyge flavissima, Centropyge vrolikii y Centropyge heraldi.

## Morfología
Posee la morfología típica de su familia, cuerpo comprimido lateralmente y ovalado. La boca es pequeña, protráctil y situada en la parte inferior de la cabeza. El hocico es grande, entre 4,6 y 4,7 cm. Tiene entre 14 y 16 dientes en la mandíbula superior, y entre 16 y 21 dientes en la inferior; entre 23 y 26 espinas branquiales anteriores, y entre 25 y 27 espinas branquiales posteriores; 8 espinas y 27 o 28 radios dorsales; 3 espinas y entre 24 y 26 radios anales y 16 radios pectorales.
Como todos los peces cirujano, de ahí les viene el nombre común, tiene 2 espinas extraíbles a cada lado de la aleta caudal; se supone que las usan para defenderse de otros peces.
Su coloración es negra violácea, con un parche difuso anaranjado en la parte final de la apertura branquial, justo encima de la base de las aletas pectorales, espina caudal con un margen estrecho negro. Labios negruzcos, una traza de naranja delante del ojo, y una línea blanca bajo la barbilla.
Los juveniles tienen la aleta caudal redondeada, parecida a la del género Centropyge, lo que aprovechan para desarrollar una estrategia de camuflaje con el medio, mimetizándose con tres diferentes especies del género.

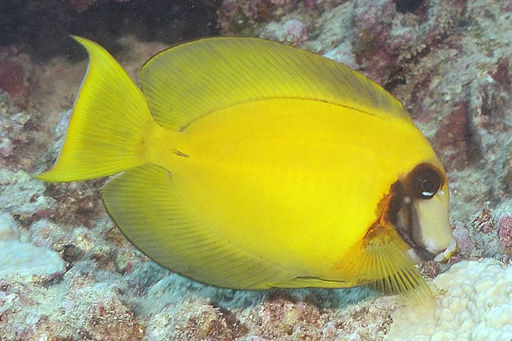
Acanthurus pyroferus juvenil
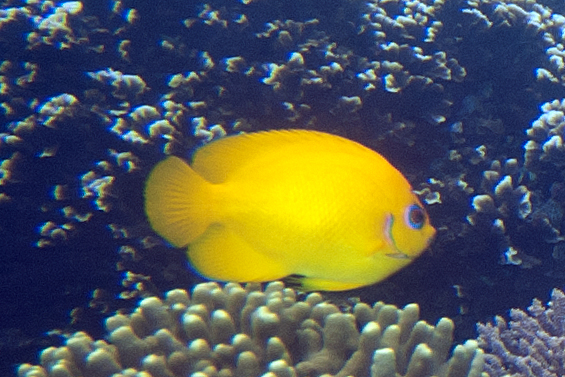
Centropyge flavissima
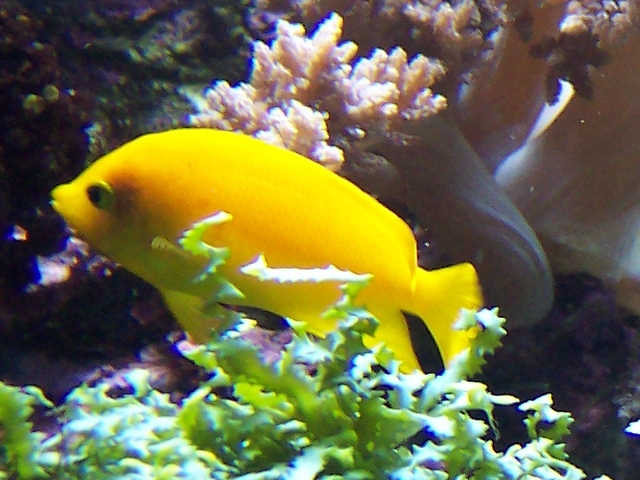
Centropyge heraldi

Aparte de estos patrones de coloración, los juveniles también presentan una coloración en tonos grisáceos, con la parte posterior del cuerpo y aletas dorsal, anal y caudal fundiendo a negro, con el margen ribeteado en azul claro.
Alcanza los 29 cm de largo.

## Hábitat y distribución
Es una especie bentopelágica. Suele verse, normalmente solitario, en fondos arenosos y rocosos de lagunas protegidas de arrecifes coralinos, y entre corales. Su rango de profundidad está entre 2 y 60 metros, normalmente entre 5 y 40 m. Su rango de temperatura conocido es entre 26.91 y 29.33 °C.
Se distribuye en aguas tropicales del Océano Indo-Pacífico. Es especie nativa de Australia, Brunéi Darussalam, Cocos, Islas Cook, Filipinas, Fiyi, Guam, Indonesia, Japón, Kiribati, Malasia, islas Marianas del Norte, islas Marshall, Micronesia, Nauru, isla Navidad, Nueva Caledonia, Niue, Palaos, Papúa Nueva Guinea, Polinesia, Samoa, Singapur, islas Salomón, isla Spratly, Taiwán, Tailandia, Timor-Leste, Tokelau, Tonga, Tuvalu, Vietnam y Wallis y Futuna.

## Alimentación
En la naturaleza se nutre principalmente de plancton y algas filamentosas. Su alimentación principal es herbívora.

## Reproducción
Son monógamos, ovíparos y de fertilización externa. El desove sucede alrededor de la luna llena, estando sometido a la periodicidad del ciclo lunar. No cuidan a sus crías. Las larvas pelágicas, llamadas Acronurus, evolucionan a juveniles cuando alcanzan los 6 cm. 

## Mantenimiento
La iluminación deberá ser necesariamente intensa para que pueda desarrollarse la colonia de algas suficiente de la que se alimenta. Además requiere mantener un buen número de roca viva entre la decoración del acuario con suficientes escondrijos.
Al igual que el resto de especies de cirujanos, son muy sensibles a determinadas enfermedades relacionadas con la piel. Es recomendable la utilización de esterilizadores ultravioleta para la eliminación de las plagas patógenas. 
Aunque es herbívoro, acepta tanto artemia y mysis congelados, como alimentos disecados. No obstante, una adecuada alimentación debe garantizar el aporte diario de vegetales, sean naturales o liofilizados, alga nori, espirulina, etc.